# 圣女贞德 (1999年电影)
《圣女贞德》（法語：Jeanne d'Arc）是1999年法国的一部历史剧情电影，由吕克·贝松导演，米拉·乔沃维奇、约翰·马克维奇、费·唐娜薇和达斯汀·霍夫曼主演，贝松和安德鲁·伯金编剧，艾瑞克·塞拉创作电影配乐。电影展现了15世纪法国宗教烈士和战争女英雄圣女贞德的故事。故事开始于年轻的贞德目睹了英国人对家人犯下的暴行，激发她领导法国人在战斗中抵抗英国军队的侵略。她成功击退了英国人，也让查理七世登上王位。最终贞德因异端罪被判处死刑。本片是乔沃维奇继《第五元素》后主演的第二部贝松电影，但所獲評價有好有壞，仅赚了6700万美元，而制片预算为6000万美元。

## 剧情
年幼的贞德從小崇尚超自然现象。一次她回到家里发现村子被烧毀。姐姐凯瑟琳为了保护她不被与法国陷入长期战争的英国军队袭击把她藏起来。躲藏的琼目睹她姐姐凯瑟琳遭到殺害的情景。随后贞德安葬她的姐姐後投靠远房亲戚。在希农即将成为法国国王查理七世的法国王太子（约翰·马尔科维奇饰）从成年的贞德（米拉·乔沃维奇饰）那儿收到消息，请求他派遣军队领导抵抗英国人入侵的战争。与王太子及其丈母娘阿拉贡的约兰德（费·唐娜薇饰）讲述自己的幻象后，奇蹟的是王太子相信贞德的预言。
贞德戎装领导法国军队包围奥尔良城迫使英国人投降卻遭到拒绝。军队指挥官怀疑贞德的领导能力，在第二天擅自发动战争占领圣卢普。当贞德抵达战场时，法国士兵溃退。贞德命令士兵回头冲锋成功占领敌军堡垒，挺进敌军据点“炮塔”（Tourelles）。贞德又给英国人机会投降但又被拒绝。于是贞德率领法军攻击炮塔，尽管英国守军伤亡惨重，但贞德不幸负伤。然而贞德翌日再次发动攻击。由于英军重新整队，法军需要移动至开阔地点面对他们。贞德单刀赴会给英国人最后的投降机会最终得到接受并退兵。
贞德回到兰斯见证查理七世的加冕，随后在巴黎城墙继续展开军事行动，但因增援请求没有被她接受导致围困失败。贞德要查理七世给她另一支军队但被拒绝。查理七世表示现在更愿意借助外交手段结束战争。担心自己的位置会受到贞德威胁的他。贞德在贡比涅被亲英勃艮第人俘虏并被带给英军。因具有神一般的异象和体征，贞德被控以异端罪，英军傀儡政府要求让她接受教会法院的审判。英方希望迅速处决贞德，因为英军看到她的活着不敢打仗。主教科雄担心处决可能收到上帝传达的异象的人不正当行為。行刑前夕，悲痛欲绝的贞德并没有作出最后的供述。主教告诉她在忏悔前必须放弃对异象的信仰，而贞德签下悔过书。主教松口气把文件交给英国人並且告诉他们贞德不能因异端罪而被處刑。贞德在牢房中遇到无名的隐形人（达斯汀·霍夫曼 饰），他暗示自己是贞德的良心。该男子质疑贞德是否真的收到上帝的旨意。受挫的英国人又设计另一条道路让教会处决贞德。英军进入贞德的牢房撕毁她的衣服后给她换上男人的衣服。然后他们声称貞德有咒语能变出新的衣服來证明她是个女巫。尽管主教怀疑英国人的話放弃贞德與他的缘分，将贞德在鲁昂的市场中處於火燒之刑。一直到1920年，贞德才被封圣。

## 演员
- 米拉·乔沃维奇 饰 圣女贞德
- 约翰·马克维奇 饰 查理七世
- 费·唐娜薇 饰 阿拉贡的约兰德
- 达斯汀·霍夫曼 饰 良心
- 安德鲁·伯金 饰 第一代什鲁斯伯里伯爵约翰·塔尔博特
- 凡松·卡塞 饰 吉尔·德·莱斯
- 帕斯卡·格里高利 饰 约翰二世 (阿朗松公爵)
- 理查德·莱丁斯 饰 拉海尔
- 德斯蒙德·哈林顿 饰 贞德男仆
- 提摩西·韦斯特 饰 皮埃尔·科雄

## 主题
吕克·贝松表示自己对叙述圣女贞德的历史不感兴趣，而是希望从历史中向现代人传达訊息。贝松表示为了实现这一目标，他绕开对15世纪史实的叙述，相反从“外围”深入挖掘贞德情感效应和影响。在《吕克·贝松的电影世界》（The Films of Luc Besson）一书中，苏珊·海沃德将其解释为贝松需要在情感上跟踪贞德，传达出她的疑虑，表明经历战争的人不可能完好无损地回来。
而中世纪学者格温多林·摩根指出，贞德的神智是贯穿电影的持续性主题，从开头牧师在她还是个孩子抛出的疑问，持续到影片末尾处与“良心”的谈话。学者认为良心为贞德的幻想提供了后现代解释。在贞德所生活的那个年代，她的声音和幻想从不会被质疑。《电影中的骑士》（A Knight at the Movies）一书的作者约翰·阿伯尔夫认为制片人创造良知旨在满足现代观众对精神病的认识。也有人认为影片带有“女权主义暗流”。贞德目睹姐姐被强奸后，她的讨伐被说成是“反对男性统治和虐待夫妇的斗争”。《Exemplaria》作家尼古拉斯·海多克也认为目睹姐姐被奸杀是促使贞德抗击英国人的备用心理动机，而不仅仅是她的幻想。
海多克还认为影片的一个主题是教会没有满足个人精神需求的能力。据说这透过贞德多次面对教会而展现出——当她是个小女孩时，因频繁忏悔、拒绝与人交流而被人辱骂，这迫使她把自己潜入教会。而在审判期间，她拒绝忏悔直至良心反而向她坦白。
《中世纪主义研究第十三卷》（Studies in Medievalism XIII）作者克里斯塔·卡尼特玆认为影片存在反智主义，不会读书或写字、没有接受任何正规教育、军事训练的贞德却战胜了拥有这些知识的人。海多克评论道，贞德在审讯期间面对无情的指责时，她的“智慧上司”给予了她机智。贞德还设法在战争中高歌猛进，而那些更有经验和知识的人却不能，尤为明显的是她使用的攻城武器落后得不能打开城门。

## 制作
吕克·贝松原本被聘为执行制片人，担任导演的是凯瑟琳·毕格罗。毕格罗已经构思了《圣女贞德》电影大约十年。她的电影名为《天使的伴侣》（Company of Angels），杰·克罗克担任编剧。电影在贝松的帮助和财政支持下制作，1996年7月毕格罗与贝松签订合同作出交换，给了贝松除了私人出资以外的资讯选角工作的权利。毕格罗表示，摄制前八个星期，贝松意识到他当时的妻子米拉·乔沃维奇不打算饰演贞德，后来他撤回了对电影的资助，用它来换取财政支持者的援助。毕格罗扬言要为违约和“自己的研究成果”被窃取采取法律行动，案件最终庭外和解。贝松离开后，他开始独立制作圣女贞德的项目，乔沃维奇同意当主角，而《天使的伴侣》的制作紧接着被遣散。影片试图延续贝松和乔沃维奇此前的合作作品《第五元素》的成功。
主體拍攝於1998年6月15日開始，取景地包含法国和捷克。拍摄第一个星期，一名替身演员意外死亡。事件发生后贝松变得完全沉默，只是出现在片场中指挥剧组。

## 音乐
电影原声带由艾瑞克·塞拉作曲，索尼音乐娱乐负责发行。这是塞拉与导演吕克·贝松的第八次合作，塞拉已经被贝松此前的电影创作了七张专辑，包括《尼基塔》和《这个杀手不太冷》。专辑全长约64分钟，配乐场景占全片90%。评论家注意到塞拉出现了变化，在传统意义上非常依赖合成器效果。影片另一方面由于历史背景使用了大量的管弦乐，但有些曲目仍使用了合成器。《吕克·贝松的电影世界》一书的作者马克·布朗里格表示塞拉的配乐完成了他从流行配乐创作者到管弦乐电影作曲家的“进化”。塞拉此前为《第五元素》创作的配乐也运用了管弦乐元素。他们给予配乐好评的同时，批评了贞德死时的配乐对《布朗尼之歌》的诠释缺乏想象力。AllMusic给予专辑三颗星评级（满分五星），表示专辑“融合了管弦乐、摇滚乐和电音元素，营造出笼统的影院体验。”Soundtrack.net的丹·戈德瓦塞尔给予原声带四颗星评价（满分五星），表示专辑“听上去非常让人满意”，但对贞德与良心交谈这一特定音乐应该登场的场景缺少配乐表示失望。

## 历史偏差
贞德在村子里目睹她的姐姐被英国士兵所殺的场面完全是虚构的。贞德一家在袭击前离开村子，原因并非是英军的袭击，而是勃艮第人的袭击。影片中的贞德很小时拥有幻视能力，但在历史上贞德宣称幻视是从13岁开始的。贞德小时候在田野里找到她的剑，而历史上她是在多年后前往希农的路上找到它的。
海沃德称赞贝松所展现的勃艮第军和英军间的合作比以往的电影人更为准确。贞德的审判一幕的多条线索与真实记录一字不差。现实生活中的贞德曾受过两次伤（一次是乳房上方中箭，另一次是腿部中箭）。影片包含了15世纪与贞德有关的一些说法，如查理七世要她从從希农的臣子中認出他来。研究贞德的贞操是验证贞德自身价值所必须完成的真正考验。

## 發行

### 票房
该片在美国赚到14,276,317美元，加上世界其他地区的5270万美元的票房，总共为66,976,317美元。

### 专业评价
影片获得的评价褒贬不一。烂番茄基于73条评价给影片打出30%，网站共识写道：“拙劣的叙事被其自身重量压垮。”Metacritic基于33条评论给影片打出54分，即“評價普通”。
罗杰·埃伯特给影片打出两颗星（满分四星），指出“影片很凌乱，是一部不以任何人为中心的古装史诗片。”埃伯特表示电影可能教育了参与实验的观众，他们在反馈卡上写的是“为什么她必须在最后死掉？”在题为《逼真的动作没法拯救贞德的選角错误》的影片中，托德·麦卡锡称赞影片的动作场面和技术应用，包括蒂埃里·阿伯加斯特的摄影，但在整体上给予负面评价。他批评对乔沃维奇的选角，声称她唯一带给影片的是“高挑得惊人的肉体”，确切来说无法主导（贞德）的形象。Film Threat的朗恩·威尔斯却给影片打了四颗星（满分五星）。还称赞了动作场面的威尔斯表示影片的主要力量在于它“成熟的歧义和角色关系”，不打算把贞德描绘成“超级英雄”，而是让观众来决定她是先知还是仅仅有两极性，最后得出结论：“影片涉及到最多的是宗教，如果你想理解得更好，就要从字面上认真了解它。”

### 家用媒体
影片的DVD于2000年4月4日发布。DVD版本以原始的2.35:1格式呈现影片，包含美国剧场版删减镜头、英文字幕、互动菜单、“人才档案”、两页的制作手册、24分钟的HBO花絮《寻找真正的圣女贞德》（The Messenger: The Search for the Real Joan of Arc）、影片的剧场版预告片、《罗拉快跑》、《这个杀手不太冷》和《奥兰多》的预告片。DVD还包括了艾瑞克·塞拉为影片创作的配乐，与电影共同以杜比数字5.1环绕声呈现。尽管批评了电影本身，DVD Talk的希瑟·皮克尔还是给予DVD好评。
蓝光版于2008年12月2日发布，包含英语、法语、葡萄牙语、西班牙语和泰语声轨及10种语言的字幕。DVD Talk的格伦·埃里克森同样批评电影，但赞扬了蓝光版本，打出给视频质量打出4.5星（满分5星，下同），音频质量4星，但附加内容因缺乏特色仅为0.5星。Blu-Ray.com在评论中称赞了视音频质量，表示“我不认为很多人对这一方面表示不满。”High-Def Digest却给出负面评价。尽管视频质量获赞，但特别收录的缺少招来了批评，边缘增强被认为扼杀了视频质量。评论员得出结论：“索尼几乎是在乞求人们去买它。”

## 奖项
影片在第25届凯撒奖上获得八项提名，赢得其中的服装设计奖和最佳音效奖。影片还赢得埃米尔兄弟奖最佳导演奖和最佳影片奖。影片被提名为1999年金预告片奖“最原始预告片奖”和1999年拉斯维加斯影评人协会奖最佳服装设计奖和最佳制作设计奖，赢得金卷轴奖最佳音效剪辑奖。相反，米拉·乔沃维奇的表现被提名为金酸梅奖最差女主角奖。